# Germán Jordán (província)
Germán Jordán é uma província da Bolívia localizada no departamento de Cochabamba, sua capital é a cidade de Cliza.